# Heliophorus major
Heliophorus major är en fjärilsart som beskrevs av Evans 1932. Heliophorus major ingår i släktet Heliophorus och familjen juvelvingar. Inga underarter finns listade i Catalogue of Life.